# Milan Trajković
Milan Trajković –em língua sérvia, Милан Трајковић; em língua grega, Μίλαν Τραΐκοβιτς, Milan Traíkovits– (Surdulica, Jugoslávia, 17 de março de 1992) é um desportista chipriota de origem sérvia que compete no atletismo, especialista nas corridas de barreiras.
Nos Jogos Europeus de 2023 conseguiu uma medalha de prata na prova de com barreiras de 110 m. Ganhou uma medalha de ouro no Campeonato Europeu de Atletismo em Pista Coberta de 2019, na prova com barreiras 60 m.
Participou em dois Jogos Olímpicos de Verão, nos anos 2016 e 2020, ocupando o sétimo lugar em Rio de Janeiro de 2016, na prova 110 m com barreiras. Foi o porta bandeira do Chipre nos Jogos de Tokio de 2020.

## Palmarés internacional
| Jogos Europeus                      | Jogos Europeus | Jogos Europeus   | Jogos Europeus      |
| Ano                                 | Lugar          | Medalha          | Prova               |
| ----------------------------------- | -------------- | ---------------- | ------------------- |
| 2023                                | Chorzów        | Medalha de prata | 110 m com barreiras |
| Campeonato Europeu em Pista Coberta |                |                  |                     |
| Ano                                 | Lugar          | Medalha          | Prova               |
| 2019                                | Glasgow        | Medalha de ouro  | 60 m com barreiras  |